# 屈巴赫河 (利滕巴赫河支流)
47°25′48″N 9°37′34″E / 47.43009°N 9.62623°E

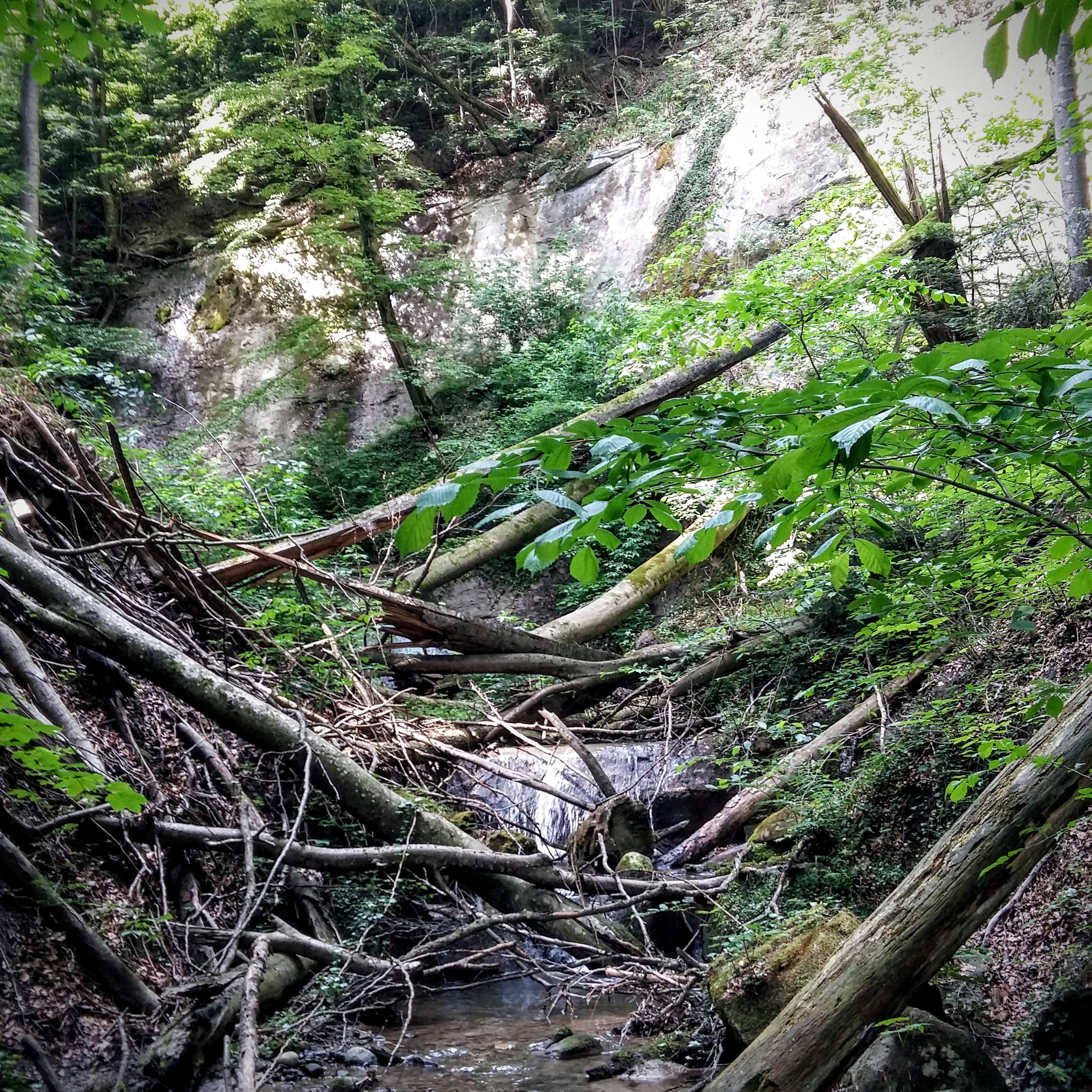

屈巴赫河是瑞士的河流，位於該國東北部，流經聖加侖州，處於阿彭策爾阿爾卑斯山脈地區，屬於利滕巴赫河的支流，河道全長3.3公里，流域面積2.8平方公里，河口處在奧鎮附近。